# Empfindsamkeit
L'époque de l’Empfindsamkeit [ɛmˈp͡fɪntzaːmkaɪ̯t]  (litt. « sentimentalisme » en allemand) s'étend en littérature de 1740 à 1780, en musique de 1740 aux années 1760. 
Il s'agit d'un courant apparu dans le sillage du piétisme en réaction à l'oppression rationnelle des sentiments exercés par les Lumières. Son origine est en partie religieuse. Les textes des oratorios de Jean-Sébastien Bach (par exemple les livrets de ses Passions) en sont des exemples représentatifs.
L'Empfindsamkeit est aussi qualifiée de « piétisme sécularisé », car elle en reprend souvent les thèmes, tout en se détachant de ses origines ecclésiastiques et religieuses. L'abbé Jean-Baptiste Dubos en fut un important théoricien.

## Apparition du termeEmpfindsamkeitdans la langue allemande
En 1768, le musicien et éditeur Johann Joachim Christoph Bode traduit en allemand le roman de Laurence Sterne Voyage sentimental à travers la France et l'Italie. Dans son titre Yoricks empfindsame Reise (qui peut être traduit par « Le voyage sensible de Yorick »), Bode utilise le néologisme « empfindsam », construit à partir du verbe allemand empfinden qui signifie « ressentir ». Gotthold Ephraim Lessing découvre plus tard cet adjectif, et en tire le substantif Empfindsamkeit. Celui-ci finit par désigner toute une période littéraire.

## Origines
L'époque dite de l'Empfindsamkeit est contemporaine de la fin du rationalisme français après la mort de Louis XIV en 1715. Elle s'oppose à une manière de vivre qui serait dictée seulement par la raison. L'influence des Lumières en Allemagne ne commença qu'à partir de l'époque où des tendances à la critique sociale et à l'émancipation se faisaient sentir en France. Pour cette raison, l'Empfindsamkeit est contemporaine de l'époque rococo.

## Littérature
Linguistiquement, l’Empfindsamkeit trouve son expression à travers sa tournure et le néologisme qui intensifie l'expression des sentiments. L'époque est fortement influencée dans l'expression des sentiments pour la nature par les œuvres de Rousseau (1712-1778). Le roman épistolaire sentimental Pamela (1740) de Samuel Richardson a eu une grosse influence littéraire. Les poètes allemands de cette époque étaient Friedrich Gottlieb Klopstock (1724-1803), Christian Fürchtegott Gellert (1715-1769), Johann Timotheus Hermes (1738-1821) et Sophie de La Roche (1730-1807) qui fut la première auteure de roman épistolaire en allemand.

## Musique
Contemporain du style galant et immédiatement antérieur au mouvement Sturm und Drang,  l'Empfindsamkeit est une étape dans la transition entre le style baroque et le classicisme.
En réaction avec les formes  de la période précédente, telles que les traditionnelles suites de danses de la fin du XVIIe siècle au milieu du XVIIIe siècle, l'Empfindsamkeit est un mouvement esthétique développé en Allemagne au milieu du XVIIIe siècle (1740-1770) qui privilégie les contrastes expressifs, les brusques changements d'humeur visant à toucher les auditeurs.
L'Empfindsamkeit se caractérise par une liberté dans le rythme, brusques changements de tempo, interruptions de phrases par des silences, dans la mélodie, fréquents chromatismes, dissonances dans  l'harmonie, par des effets de timbre et par des oppositions dynamiques.
Ce mouvement est contemporain du style galant qui privilégie la clarté de la ligne mélodique en rupture avec l’austérité de la musique abstraite  (constructions de forme contrapuntique, fugues complexes) notamment développée par Jean-Sébastien Bach.
Son principal représentant est Carl Philipp Emanuel Bach, musicien à la Cour de Frédéric II, qui estimait « que la musique doit principalement toucher le cœur ».
Le mouvement Sturm und Drang lui succède dans les années 1770 avec la même visée expressive, mais  une recherche formelle plus développée.

### Compositeurs de ce style
- Karl Friedrich Abel
- Wilhelm Friedemann Bach, fils aîné de Jean-Sébastien Bach
- Carl Philipp Emanuel Bach, fils cadet de Jean-Sébastien Bach
- Franz Benda
- Georg Anton Benda
- Anton Fils
- Carl Heinrich Graun
- Johann Gottlieb Graun
- Johann Gottlieb Janitsch
- Johann Joachim Quantz
- Johann Friedrich Reichardt
- Christoph Schaffrath
- Carlos de Seixas